# Richard Boone (skuespiller)
 For alternative betydninger, se Richard Boone. (Se også artikler, som begynder med Richard Boone)
Richard Allen Boone (født 18. juni 1917 i Los Angeles, død 10. januar 1981 i St. Augustine) var en amerikansk skuespiller, som optrådte i over 50 film og var kendt for sine roller i westerns og for tv-serien Have Gun – Will Travel.

## Udvalgt filmografi

### Film
- Brændende horisonter (1951) – Lt. Col. Gilfillan
- Gaucho'en (1952) – Major Salinas
- Duellen på havets bund (1953) – Thomas Rhys
- Alamo (1960) – General Sam Houston
- En torden af trommer (1961) – Captain Stephen Maddocks
- Rio Conchos (1964) – Maj. James 'Jim' Lassiter
- Ridderen fra Normandiet (1965) – Bors
- De kaldte ham Hombre (1967) – Grimes
- Brevet til Kreml (1969) – Vagt
- Big Jake (1971) – John Fain
- Seksløberen som blev tavs (1976) – Sweeney
- Hobbitten (1977) – Smaug, stemme
- Marlowe går til sagen (1978) – Lash Canino

### Tv-serier
- Medic (1954-56) – Dr. Konrad Styner
- Have Gun – Will Travel (1957–63) – Paladin
- The Richard Boone Show (1963–64) – Vært